# كلية إليم كريستيان
كلية إليم كريستيان (بالإنجليزية: Elim Christian College)‏ و هي ثانوية حكومية مسيحية مختلطة تقع في دوباني باونز وهي ضاحية من ضواحي مدينة مانوكاو في أوكلاند، نيوزلاندا.
أنشئت في عام 1988 ، و تستقبل هذه المدرسة حوالي 600 طالب لسنة 2013.

## وصلات خارجية
- موقع كلية إليم كريستيان